# 布魯諾·奇巴拉
布魯諾·奇巴拉·恩贊澤（法語：Bruno Tshibala Nzenze；1955年2月20日—），是一名剛果民主共和國政治人物，2017年4月起擔任總理，直至2019年。

## 政治生涯
1980年4月蒙博托·塞塞·塞科仍執政期間，他還是25歲的學生，就已經加入了扎伊爾的一個左派政黨。2017年4月7日，剛果民主共和國總統約瑟夫·卡比拉在一次全國電視講話中任命奇巴拉為總理。

## 逮捕
2016年10月9日，奇巴拉於恩吉利國際機場登機前往布鲁塞尔前遭逮捕，被關在馬卡拉中央監獄。總檢察長起訴他在2016年9月19日和20日於金沙薩組織示威遊行，但其後於2016年11月29日獲得臨時釋放。